# Супердетерминизм
Супердетермини́зм — гипотеза квантовой механики о заранее предопределённой универсальной взаимосвязи свойств измеряемых систем с условиями проводимых над ними измерительных экспериментов. Позволяет объяснить нелокальность квантовой механики, совместить теорию скрытых параметров с нарушением неравенств Белла и построить теорию локальных скрытых параметров, которая воспроизводит предсказания квантовой механики.

## Обзор
Одно из условий теоремы Белла заключается в независимости измерений, выполняемых на одном детекторе, от измерений, выполняемых на другом детекторе и от определяющих результат измерения скрытых переменных. Это условие часто называют независимостью измерений или статистической независимостью. Согласно гипотезе супердетерминизма, это соотношение не выполняется; скрытые переменные обязательно коррелируют с настройкой измерения. Из условия предопределённости выбора измерений и скрытой переменной следует, что зависимость результатов измерения на одном детекторе от измерений на другом детекторе может выполняться без выполнения условия о распространении информации быстрее скорости света. Предположение о статистической независимости иногда называют свободным выбором или предположением свободы воли, поскольку его отрицание подразумевает, что экспериментаторы-люди не свободны в выборе того, какое измерение проводить.
Можно проверить экспериментально версии супердетерминизма, которые утверждают, что взаимосвязи между скрытыми переменными и выбором метода измерения были установлены в недавнем прошлом.
В целом, однако, гипотеза супердетерминизма принципиально непроверяема, поскольку можно постулировать, что взаимосвязи существуют со времён Большого взрыва.

Описание гипотезы супердетерминизма на примере эксперимента, в котором фотоны из далёких галактик Sb и Sc используются для управления ориентацией поляризационных детекторов и непосредственно перед прибытием квантово-запутанных фотонов Алисы и Боба

В 1980-х годах Джон Стюарт Белл дал интервью Би-би-си по гипотезе супердетерминизма:

Один из способов избежать вывода о сверхсветовых скоростях и жутком действии на расстоянии предполагает гипотеза абсолютного детерминизма во Вселенной, полном отсутствии свободы воли. Если весь мир супердетерминирован, и не только неживая природа работает по закулисному часовому механизму, но и наше поведение, включая нашу веру в то, что мы свободны в выборе проведения одного эксперимента, а не другого, абсолютно предопределено, включая «решение» экспериментатора провести один набор измерений, а не другой, и трудность исчезнет. Нет необходимости в сигнале быстрее света, чтобы сообщить частице А, какое измерение было проведено с частицей В, потому что Вселенная, включая частицу А, уже «знает», каким будет это измерение и его результат.
Тем не менее, по его мнению, гипотеза супердетерминизма неправдоподобна. При использовании детерминированных генераторов случайных чисел для выбора выполняемых измерений на выбор машины влияет большое количество очень незначительных эффектов, и можно предположить, что выбор «фактически свободен для конкретной цели». Маловероятно, что на скрытую переменную будут оказывать влияние те же небольшие воздействия, что и на генератор случайных чисел.
Лауреат Нобелевской премии Герард Хофт и Джон Белл обсуждали гипотезу супердетерминизма в начале 1980-х годов.
Герард Хофт считает, что гипотеза супердетерминизма верна и объясняется каким-то новым, ещё не известным людям, законом природы.
По мнению физика Антона Цайлингера, если супердетерминизм верен, некоторые из его следствий противоречат одному из основных принципов науки: условию фальсифицируемости:

Мы всегда неявно предполагаем свободу экспериментатора… Это фундаментальное допущение имеет важное значение для занятий наукой. Если бы это было не так, то, я полагаю, вообще не имело бы смысла задавать вопросы природе в эксперименте, поскольку тогда природа могла бы определить, каковы наши вопросы, и это могло бы направлять наши вопросы таким образом, чтобы мы пришли к ложной картине природы.
Физики Сабина Хоссенфельдер и Тим Палмер утверждают, что супердетерминизм «является многообещающим подходом не только для решения проблемы измерения, но и для понимания очевидной нелокальности квантовой физики».
Говард М. Уайзман и Эрик Кавальканти утверждают, что любая гипотетическая супердетерминистская теория «была бы примерно такой же правдоподобной и привлекательной, как вера в повсеместный инопланетный контроль над разумом»

## Пример
Первая супердетерминированная модель скрытых переменных была выдвинута  Карлом Х. Брансом в 1988 году. Другие модели были предложены в 2010 году Майклом Холлом и в 2022 году Донади и Хоссенфельдер. Герард Хофт считает свою модель квантовой механики, основанную на клеточных автоматах, супердетерминированной.
Некоторые авторы рассматривают ретропричинность в квантовой механике как пример супердетерминизма, в то время как другие авторы рассматривают эти два случая как разные.

## Внешние ссылки
- Hall, Michael J. W. (2010). Local Deterministic Model of Singlet State Correlations Based on Relaxing Measurement Independence. Physical Review Letters. 105 (25): 250404. arXiv:1007.5518. Bibcode:2010PhRvL.105y0404H. doi:10.1103/PhysRevLett.105.250404. PMID 21231566. S2CID 45436471. He [Michael J. W. Hall] shows that locality and reality can be retained with a 14% reduction of the experimenters' "free will".